# 57359 Robcrawford
57359 Robcrawford este un asteroid din centura principală de asteroizi.

## Descriere
57359 Robcrawford este un asteroid din centura principală de asteroizi. A fost descoperit pe 1 septembrie 2001 la Fountain Hills (Arizona) de Charles W. Juels. Asteroidul prezintă o orbită caracterizată de o semiaxă mare de 2,56 ua, o excentricitate de 0,13 și o înclinație de 22,2° în raport cu ecliptica.